# Gianluigi Roveta
Gianluigi Roveta (Turín, Provincia de Turín, Italia, 21 de mayo de 1947) es un exfutbolista italiano. Se desempeñaba en la posición de defensa.

## Clubes
| Club           | País   | Año         |
| -------------- | ------ | ----------- |
| Juventus F. C. | Italia | 1968 - 1972 |
| Mantova F. C.  | Italia | 1972 - 1973 |
| Novara Calcio  | Italia | 1973 - 1974 |

## Palmarés

### Campeonatos nacionales
| Título  | Club           | País   | Año     |
| ------- | -------------- | ------ | ------- |
| Serie A | Juventus F. C. | Italia | 1971-72 |